# Parabothus kiensis
Parabothus kiensis är en fiskart som först beskrevs av Tanaka, 1918.  Parabothus kiensis ingår i släktet Parabothus och familjen tungevarsfiskar. Inga underarter finns listade i Catalogue of Life.